# یواس‌اس هنلی (دی‌دی-۷۶۲)
یواس‌اس هنلی (دی‌دی-۷۶۲) (به انگلیسی: USS Henley (DD-762)) یک کشتی بود که طول آن ۱۱۴٫۸ متر (۳۷۷ فوت) بود. این کشتی در سال ۱۹۴۵ ساخته شد.